# Крамбл

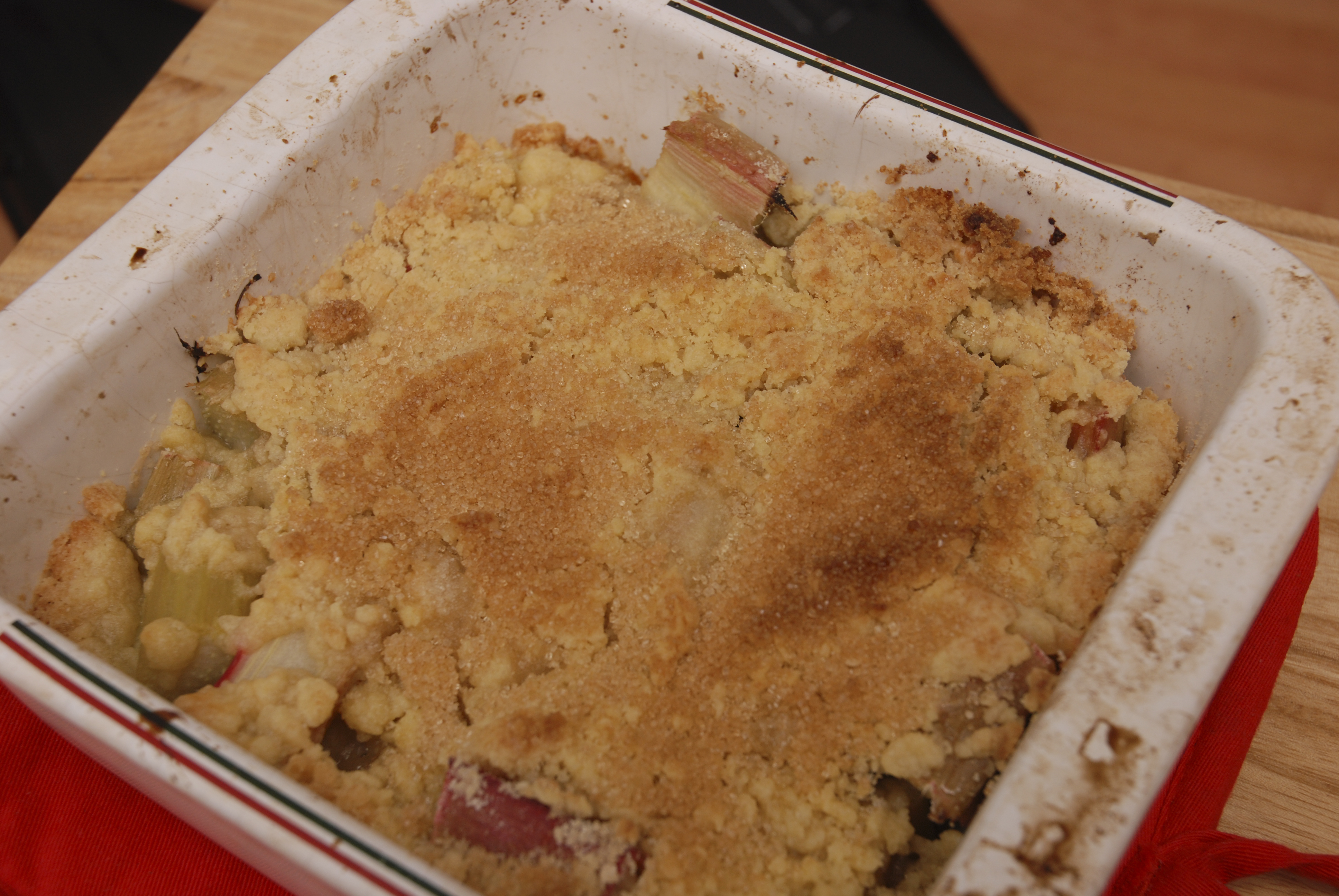
Ревеневый крамбл

Крамбл (англ. crumble — «крошить») — английский десерт, пирог, представляющий собой запечённые фрукты или ягоды, покрытые крошкой из песочного теста. Существуют и несладкие варианты крамбла, хотя они меньше распространены.
Сладкий крамбл обычно содержит слой из фруктов или ягод, увенчанный рассыпчатой смесью из жира (обычно сливочное масло), муки и сахара. В пикантной версии для начинки используются мясо, овощи и соус, а сыр в смеси для крошки заменяет сахар. Овощи предварительно обжарены или запечены почти до готовности. Крамбл запекают в духовке до хрустящей корочки. Десерт часто подают с мороженым, сливками или заварным кремом. Пикантный вариант можно подавать с овощами.
Популярными фруктами, используемыми в крамбле, являются яблоко, ежевика, персик, ревень, крыжовник и слива. Можно использовать комбинацию двух или более фруктов. В пирог также могут входить овсяные хлопья, молотый миндаль или другие орехи, иногда добавляется простокваша, чтобы придать крамблу более необычный вкус. Поверх крошки часто посыпают коричневый сахар, который при выпечке слегка карамелизируется.

## История
Крамблы стали популярными в Великобритании во время Второй мировой войны, когда они были экономичной альтернативой пирогам из-за нехватки ингредиентов для выпечки в результате нормирования продуктов. Чтобы ещё больше сократить использование муки, жира и сахара, в смесь для крошки можно добавить панировочные сухари или овсянку. Блюдо пользовалось популярностью ещё и благодаря простоте приготовления.